# Wolf Graf von Baudissin
Wolf Graf (conde) von Baudissin (8 de mayo de 1907 - 5 de junio de 1993) fue un general alemán, planificador militar. Fue uno de los desarrolladores de los conceptos de Innere Führung (traducido oficialmente como "desarrollo de liderazgo y educación cívica") y Staatsbürger in Uniform ("ciudadanos en uniforme"), los dos conceptos principales de la Fuerzas Armadas de Alemania

## Biografía
Baudissin nació en Trier. Estudió derecho, historia y economía en Berlín . 
Durante la Segunda Guerra Mundial, Baudissin sirvió como hauptmann im Generalstab (capitán del Estado Mayor) a petición personal del general Erwin Rommel. Fue capturado por las tropas australianas en el norte de África en 1941 y enviado a Australia, donde fue retenido en un campo de prisioneros de guerra 
en el estado de Victoria. Mientras era prisionero de guerra, fue ascendido a mayor. En Dhurringile, Baudissin desarrolló la idea de la Kriegsgefangenenuniversität ("universidad de prisioneros de guerra"). Organizó clases en las que prisioneros alemanes con conocimientos o experiencia particulares enseñaron a sus compañeros en diversas materias y los prepararon para una vida después de la guerra. Baudissin fue desencarcelado en 1947.

## Carrera en laBundeswehr
En octubre de 1950, Baudissin trabajó en el secreto Himmeroder Denkschrift ("Memorando Himmerod"), un documento que abogaba por el rearme de Alemania. En 1956 ayudó a crear las nuevas Fuerzas Armadas Alemanas, la Bundeswehr, recibiendo el rango de coronel y pronto dirigió una brigada de tanques. En 1963, fue ascendido a teniente general. Baudissin luego se desempeñó como subjefe de personal en el Cuartel General Supremo de las Potencias Aliadas de Europa (SHAPE), la sede de la OTAN . 

## Después de laBundeswehr
Baudissin se retiró en 1967 y al año siguiente se convirtió en miembro activo del Partido Socialdemócrata de Alemania. Apoyó activamente la candidatura de Willy Brandt a la cancillería en 1972. 
De 1971 a 1984, Baudissin se desempeñó como director fundador del Institut für Friedensforschung und Sicherheitspolitik ("Instituto de Investigación para la Paz y Política de Seguridad") en la Universidad de Hamburgo. En 1979 fue nombrado profesor. Con los conceptos de Educacion Militar civica y de los militares ciudadanos de uniforme, abogó por asegurar que las normas y valores de la Ley Fundamental Alemana estuvieran integrados en las nuevas fuerzas armadas alemanas después de la Segunda Guerra Mundial. Baudissin murió en Hamburgo en 1993.

## Premios y honores
Baudissin era miembro del grupo del movimiento por la paz Generale für den Frieden ("Generales por la paz"). En 1967, fue galardonado con el Premio Theodor Heuss y la Orden al Mérito de la República Federal Alemana
El 19 de abril de 1994, la sala del Zentrum für Innere Führung de la Bundeswehr ("Centro de Educación Cívica") en Koblenz pasó a llamarse "Forum Wolf Graf von Baudissin" . El 7 de junio del mismo año, el "Cuartel del General Schwartzkopff " en Osdorf pasó a llamarse "Cuartel del Teniente General Graf von Baudissin".  

## Vida personal
Su esposa fue la escultora Dagmar Gräfin (condesa) zu Dohna-Schlodien (1907-1995). Era hija del jurista y político Alexander Graf zu Dohna-Schlodien.